# Гусєва Любов Архипівна
Любо́в Архи́півна Гу́сєва (? — ?) — українська радянська діячка, новатор сільськогосподарського виробництва, агроном колгоспу імені Калініна («Росія») Володарського району Сталінської (Донецької) області. Депутат Верховної Ради УРСР 5-го скликання.

## Біографія
Закінчила школу в селі Темрюк Володарського району.
З 1950-х років — агроном колгоспу імені Калініна (з 1959 року — «Росія») села Старченкове (тепер — Темрюк) Володарського району Сталінської (Донецької) області.
Потім — на пенсії у селі Старченкове Володарського району (тепер — село Темрюк Нікольського району) Донецької області.

## Нагороди
- орден Леніна (26.02.1958)
- медалі
- почесна Грамота Президії Верховної Ради УРСР (7.03.1960)